# Al Charron
Pour les articles homonymes, voir Charron.
Pas d'image ? Cliquez ici

a Compétitions nationales et continentales officielles uniquement.

b Matchs officiels uniquement.
Dernière mise à jour le 17 janvier 2018.
Al Charron, né le 27 juillet 1966 à Ottawa (Ontario, Canada) est un ancien joueur de rugby à XV canadien, évoluant au poste de deuxième ou troisième ligne pour l'équipe nationale du Canada.

## Carrière
Après avoir longtemps joué en tant qu'amateur avec les Ottawa Irish dans son pays natal, il dispute le championnat d'Angleterre à partir de 1997 avec Moseley puis Bristol. 
Il évolue dans le championnat de France sous les couleurs de la Section paloise lors de la saison 2000-2001, où très peu de temps après son arrivée, il est nommé capitaine.
Il joue également pour l'US Dax au cours de la saison 2001-2002.
Il marque un essai fameux contre le pays de Galles à Cardiff en 1993 qui permet au Canada de l'emporter.
Il doit récupérer d'une sérieuse blessure pour pouvoir participer à l'édition de la Coupe du monde de rugby 2003 comme capitaine du Canada, sa quatrième participation à une Coupe du monde de rugby.
Il est devient ainsi le troisième joueur de rugby à XV, tout pays confondus, à disputer quatre Coupes du monde de rugby, performance déjà établie par un autre canadien, Gareth Rees et le français Fabien Galthié. Il a terminé sa carrière internationale par une victoire du Canada contre les Tonga dans un match de la Coupe du monde de rugby 2003.
Avec 76 capes, il détient longtemps le record de sélections avec le Canada, avant de se faire dépasser par Aaron Carpenter en juin 2017.
En novembre 2017, il est introduit au Temple de la renommée World Rugby, devenant le troisième joueur de son pays à recevoir cet honneur, derrière Gareth Rees et Heather Moyse.

## Statistiques en équipe nationale
- Équipe du Canada de rugby à XV:
- 76 sélections
- 8 essais (44 points)
- participation à la Coupe du Monde 1991, 1995, 1999, 2003.